# Golden Celebration (Rose)
Die Rosensorte 'Golden Celebration', syn. 'Ausgold' ist eine Englische Rose, die David Austin 1992 eingeführt hat. Sie ist ein Abkömmling von 'Charles Austin' x 'Abraham Darby'.

## Ausbildung
Die Rose hat große nach innen gewölbte, schalenförmige Blüten, die an elegant überhängenden Trieben erscheinen.
Die Blüten sind intensiv kupfergelb gefärbt und besonders im späteren Blütenstadium durch unzählige kleine rote Pünktchen charakterisiert. Die Blüten verbreiten besonders bei feucht-warmen Wetter einen intensiven Duft, der anfangs an Teerosen erinnert und sich dann zu einer Mischung aus trockenem Wein und Erdbeeren wandelt.  Die bis zu 15 cm großen Blüten treten in kleinen, langstieligen Büscheln an bogig überhängenden Zweigen auf. Sie sind aufgrund ihrer lockeren Füllung jedoch anfällig gegen Regen. Charakteristisches Merkmal der Rose sind die dunkelgrünen, glänzenden Blätter, die einen starken Kontrast zu der intensiv goldgelben Blütenfarbe bilden.
In mitteleuropäischen Breiten wird die Rose etwa 1,20 m hoch und 1,20 m breit und kann auch als Kletterrose gezüchtet werden. Die remontierende Strauchrose ist winterhart und resistent gegenüber Krankheiten.

## Auszeichnungen
Die 'Golden Celebration' wurde 2002 mit dem Royal Horticultural Society’s Award of Garden Merit ausgezeichnet. Beim Rose Awards Day 2000 erhielt sie eine Auszeichnung als beste Strauchrose und beste Duftrose.